# Roser Vernet Anguera
Roser Vernet Anguera   (el Masroig, 1955) és una filòloga i activista cultural i social catalana.
S'inicia en l'activisme en les reunions de joves del Priorat i les terres de l'Ebre al voltant de la lluita antinuclear els darrers anys del franquisme. Després s'integra al Front Nacional de Catalunya i de 1977 a 1984 ha d'exiliar-se a París, Bèlgica i la Catalunya Nord.
Al llarg dels anys ha participat en diferents entitats i plataformes de defensa del territori, especialment en la Plataforma en Defensa del Priorat. Des del 2008 és coordinadora de l'Associació Prioritat, entitat que aglutina el teixit sociocultural i econòmic del Priorat al voltant dels valors del paisatge cultural agrari i impulsa la candidatura del Priorat a Patrimoni Mundial de la Unesco. El 2012 va formar part de la candidatura de la CUP a les eleccions al Parlament de Catalunya per Tarragona, ocupant el cinquè lloc de la llista electoral.
Com a escriptora ha estat membre del col·lectiu Ofèlia Dracs membre de la junta de l'Associació d'Escriptors en Llengua Catalana.
Actualment és presidenta de l'associació «Centre Quim Soler, la literatura i el vi», que té la seu al Molar, que organitza activitat que vinculen la literatura amb el territori, com el projecte «Priorat en Persona», que convida quatres autors o autores, que són rebuts per quatre persones de la comarca que els mostren la realitat del Priorat. També difon l'obra de l'escriptor Quim Soler, que fou el seu company, mort el 1993.
El 2018 rep la Creu de Sant Jordi «per la seva tasca com a directora del centre Quim Soler al Molar, a la comarca del Priorat, des d'on treballa per preservar l'obra i la memòria del reconegut escriptor. Alhora, hi desenvolupa projectes culturals que relacionen els mons de la literatura i del vi en un sentit ampli i amb la voluntat de vertebrar, singularment, el patrimoni cultural del territori.»

## Obres

### Assaig
- Lo mig del món (2023). Barcelona: Club Editor.